# マックス・ホフマン
カール・アドルフ・マクシミリアン・ホフマン（Carl Adolf Maximilian Hoffmann, 1869年1月25日 - 1927年7月8日）は第一次世界大戦で活躍したドイツの軍人。ドイツ帝政期における最も優秀な参謀将校の1人であると見なされている。

## 生涯

### 生い立ち

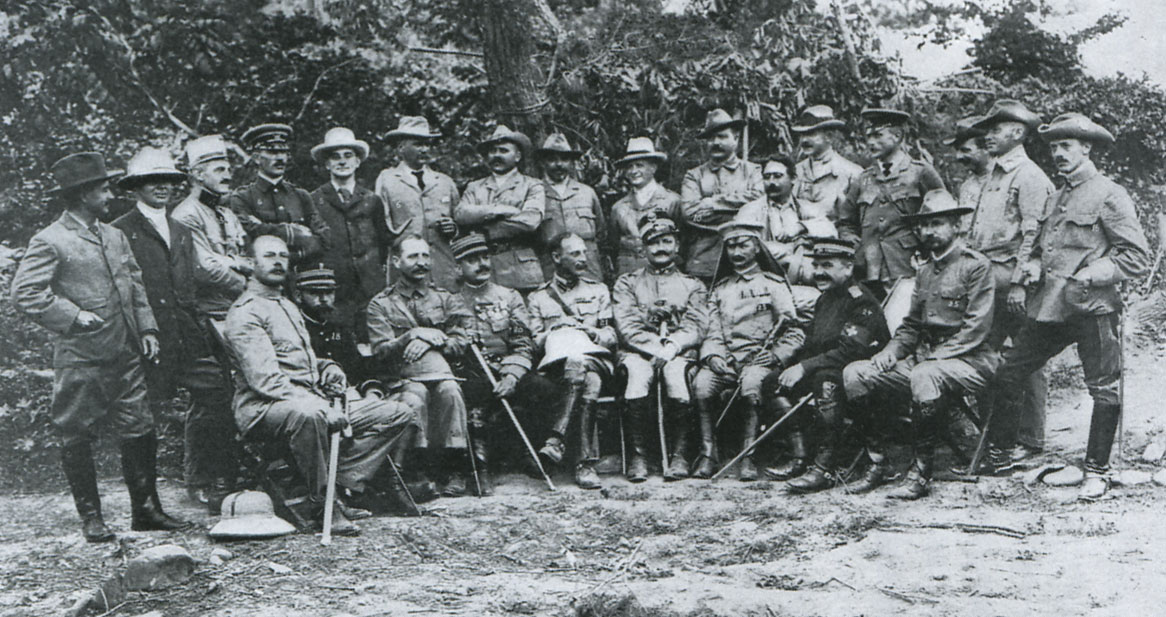
日露戦争時の観戦武官、前列左端がホフマン

ホフマンはホムベルクで生まれた。1887年に陸軍士官学校に入学し、さらに1889年からは参謀大学で学ぶなどエリートコースを進んだ。ロシア帝国において6ヶ月通訳として、さらに5年間を参謀本部のロシア課に在籍するなど、ロシア担当のスペシャリストとして訓練を受けている。日露戦争中には、観戦武官として日本軍とともに行動した。この際に、日本軍が占領した地点へ向かう許可を巡ってホフマンと日本の将校（黒木）が衝突したとの逸話が残されている。

### タンネンベルクの戦い

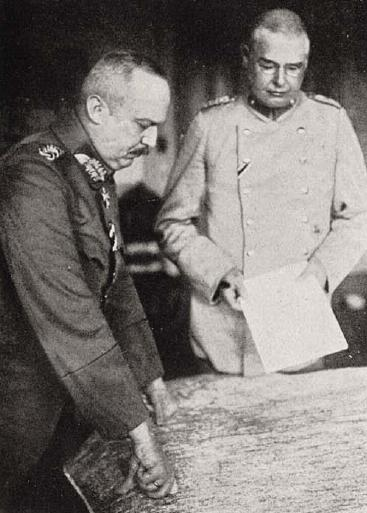
ホフマン（右）とルーデンドルフ（左）

1914年に第一次世界大戦が勃発すると、東プロイセンの防御を担当する第8軍の参謀に任命された。シュリーフェン・プランに基づいて、まずは西部戦線に戦力を集中したドイツにとって、ロシア軍が予想以上に早く兵士の動員を完了させたことは大きな脅威であった。東プロイセンを防衛するために配置されたのは第8軍の1個軍のみであり、ロシアの第1軍および第2軍を相手にしなければならなくなった。
ロシア軍はグンビンネンの戦いにおいてドイツ軍に初戦での勝利を収め、プロイセンへの侵入を開始した。圧倒的な規模を誇るロシア軍に恐れをなした第8軍司令官マクシミリアン・フォン・プリトウィッツは、全部隊のヴィスワ川までの撤退を命令した。この方針によって東プロイセンが放棄されることを知ったドイツ参謀本部は、プリトウィッツを免職し、新たな司令官にパウル・フォン・ヒンデンブルクを、さらに参謀長としてエーリヒ・ルーデンドルフを任命した。
新たな司令部が到着するまでの間に、ホフマンは無電傍受から重要な事実をつかんでいた。東プロイセンの東と南から進撃しているロシアの2個軍は、互いにほとんど意思疎通を行っていなかったのである。この理由として、それぞれの軍の司令官アレクサンドル・サムソノフとパーヴェル・レンネンカンプが個人的に険悪な仲であり、日露戦争中には奉天駅前で殴り合いをしたこともあるなどという風説が存在する。
ホフマンは東方の第1軍を放置して、南から進撃するサムソノフ率いる第2軍を包囲する計画を立案した。この計画は司令部に到着したヒンデンブルクとルーデンドルフによって承認され、実行に移された。続いて発生したタンネンベルクの戦いにおいてロシア第2軍は壊滅的な打撃を受け、サムソノフは戦場で自殺した。
この戦いに勝利した第8軍は、東プロイセンに張り巡らされていた鉄道を利用して部隊を再配置し、第1軍を攻撃した。第一次マズーリ湖攻勢によってロシア第1軍はプロイセンから撤退し、開戦初頭のドイツの危機は間一髪の所で回避されることになった。

### タンネンベルク以後
ヒンデンブルクとルーデンドルフの2人が1916年に参謀本部の総長・次長として転出した後は、東部戦線ではホフマンが「怜悧な軍人であり、卓越した上官」と評価したバイエルン王弟レオポルトが総司令官となり、自身はその参謀長に任命されるとともに少将に昇進した。ホフマンはオーストリア軍を含めた全部隊の作戦計画を策定し、ブルシーロフ攻勢を除いては東部戦線における数々のドイツ軍の勝利に貢献した。ロシア革命の結果、ロシアの政権を握ったボルシェヴィキとドイツとの講和条約であるブレスト＝リトフスク条約においては、ホフマンがドイツ側の代表を務めた。それに対するボルシェヴィキの代表はレフ・トロツキーであった。ドイツの敗戦が決定した1918年12月には東部戦線からの部隊撤収を早々に決定し、ポーランド・ソビエト戦争の原因を作ることになった。
戦後の回想において、ホフマンはドイツ軍司令部を批判している。その矛先はヒンデンブルクとルーデンドルフにもおよんだが、これはタンネンベルクとマズール湖の勝利が彼ら2人の功績とされ、ホフマンの名は取り上げられなかったことが理由の1つである。

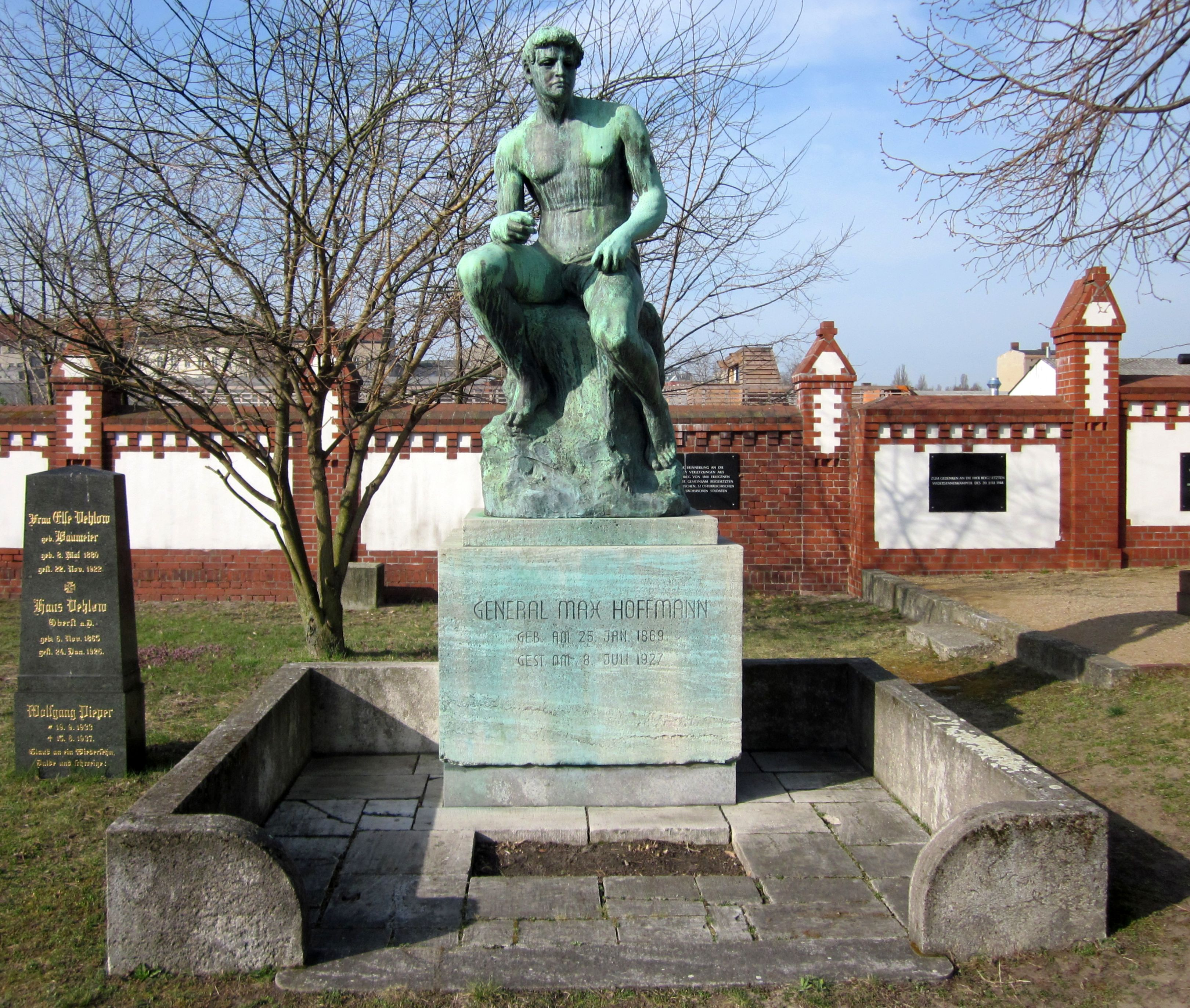
インヴァーリデンフリートホーフ墓地にあるマックス・ホフマンの墓

ホフマンは1927年7月8日にバート・ライヒェンハルで死去した。